# Râul Comoara
Râul Comoara este un curs de apă, afluent al râului Valea Mare. 

## Hărți
- Parcul Vânători-Neamț